# Topografia powierzchni
Topografia powierzchni – konfiguracja powierzchni uwzględniająca jej kształt oraz obecność i wzajemne położenie jej punktów charakterystycznych.
W adsorpcji topografia powierzchni oznacza zwykle powierzchniowy rozkład centrów adsorpcyjnych, czyli miejsc powierzchni wyróżniających się swoimi cechami adsorpcyjnymi, najczęściej energią adsorpcji (często w odniesieniu do konkretnego rodzaju adsorbatu).

## Typy topografii powierzchni
- topografia przypadkowa (ang. random topography)
- topografia płatowa (ang. patchwise topography)
- topografia mieszana
- topografia regularna

### Topografia przypadkowa
Inaczej topografia random. Topografia przypadkowa oznacza takie wzajemne położenie różnych typów miejsc adsorpcyjnych, że nie istnieje pomiędzy nimi żadna korelacja – na podstawie typu lub energii danego miejsca adsorpcyjnego nie można nic powiedzieć o miejscach sąsiadujących. Czysta topografia przypadkowa jest mało prawdopodobna, gdyż siły oddziaływania między atomami i cząsteczkami nie są ograniczone odległością, chociaż słabną gwałtownie ze jej wzrostem.

### Topografia płatowa
Inaczej topografia patchwise. Topografia płatowa oznacza takie uporządkowanie różnych typów miejsc adsorpcyjnych, że na podstawie danego miejsca adsorpcyjnego możemy z prawie 100% pewnością stwierdzić, że miejsca sąsiednie mają takie same właściwości. Inaczej mówiąc liczba miejsc adsorcyjnych położonych na granicy płatów miejsc o identycznych właściwościach jest pomijalny w stosunku do ilości miejsc zawartych w głębi płatów. Wymaga to obecności dużych płatów jednorodnych.
Np. przyjmując dla uproszczenia, że miejsca adsorpcyjne jak i płaty mają kształt koła, wówczas liczba miejsc na granicy płata w przybliżeniu (D,d – średnica płata i miejsca ads.): n ≈ πD/πd = D/d, natomiast liczba miejsc wewnątrz homogenicznego płata N ≈ [π(D-d)2/4]/[πd2/4] = [(D-d)/d]2. Tak więc n/N ≈ = (D/d)[d/(D-d)]2.

### Topografia regularna
Topografia regularna oznacza rodzaj powierzchni, na której występują silne korelacje przestrzenne pomiędzy centrami adsorpcyjnymi oznaczające okresowość (periodyczność) potencjału adsorpcyjnego o okresie większym niż rozmiar adsorbatu (okres równy rozmiarowi cząsteczki adsorbatu oznacza powierzchnię jednorodną (homogeniczną) z punktu widzenia energii adsorpcji). Topografia regularna jest cechą wszystkich powierzchni krystalicznych.

### Topografia mieszana
Topografia mieszana może zawierać elementy wszystkich pozostałych typów topografii. Jest najbardziej prawdopodobna.

## Wpływ topografii na adsorpcję

### Adsorpcja bez oddziaływań bocznych
Przy adsorpcji bez oddziaływań bocznych topografia powierzchni nie powinna mieć wpływu na adsorpcję, przynajmniej jeżeli rozmiar miejsc adsorpcyjnych jest taki sam jak rozmiar cząsteczki.
W najprostszych modelach adsorpcji przyjmuje się dla uproszczenia, że ważne są jedynie oddziaływania "pionowe", czyli oddziaływania adsorbat-adsorbent. Do takich modeli adsorpcji należy model leżący u podstaw izotermy Langmuira dla zlokalizowanej adsorpcji fizycznej na powierzchni energetycznie jednorodnej (homogenicznej), a także równania wywodzące się z modelu Langmuira, ale opisujące  zlokalizowaną adsorpcję fizyczną na powierzchniach energetycznie niejednorodnych (heterogenicznych) – izoterma Langmuira stanowi dla nich tzw. izotermę lokalną – jak izoterma izoterma LF, GF, Tótha czy GL. W przypadku równania Langmuira trudno oczywiście mówić o topografii powierzchni, gdyż na powierzchni jednorodnej z założenia brakuje cech odróżniających od siebie miejsca adsorpcyjne.

#### Topografia i energia adsorpcji dla dużych cząsteczek
Jeżeli cząsteczka jest większa niż pojedyncze miejsca adsorpcyjne, wówczas możliwe energie adsorpcji (efektywny rozkład energii adsorpcji) będą zależały od topografii.
Dla przykładu dla cząsteczki o rozmiarze 2 miejsc adsorpcyjnych oraz miejscach o energii adsorpcji dla fragmentu ("meru") cząsteczki E1 i E2 (np. z prawdopodobieństwem odpowiednio 30% i 70%)równym, wówczas na powierzchni o topografii płatowej cząsteczka będzie mogła mieć 2 energie adsorpcji: 2E1 i 2E1 (z prawdopodobieństwem 30% i 70%). Na powierzchni o topografii całkowicie przypadkowej (random) będą możliwe energie: 2E1 (prawdopodobieństwo 9%), E1+E2 (42%) i 2E2 (49%). Korelacja pomiędzy typami miejsc adsorpcyjnych zmieni rozkład energii adsorpcji tak, że może być on pośredni w stosunku do powierzchni płatowej i przypadkowej, ale w niektórych przypadkach (ułożenia regularne) może być inaczej.

### Adsorpcja z oddziaływaniami bocznymi
Przy adsorpcji z oddziaływaniami bocznymi topografia ma wpływ na izotermy adsorpcji poprzez ogólne całkowe równanie adsorpcji. Wzrost lokalnej gęstości  adsorbatu powoduje dodatkowe zwiększenie sił adsorpcyjnych. W przypadku topografii przypadkowej, ten wpływ jest uśredniony i identyczny dla całej powierzchni, natomiast w przypadku topografii płatowej jest silny na płatach o dużej energii adsorpcji i odpowiednio wysokiej gęstości adsorpcji, a słaby na płatach o niskiej energii adsorpcji (i odpowiednio niższej gęstości adsorbatu). Jako równanie izotermy lokalnej stosuje się izotermę Fowlera-Guggenheima (oddziaływania niespecyficzne) lub izotermę Kisielewa (oddziaływania specyficzne o charakterze asocjacyjnym).

### Adsorpcja cząsteczek należących do szeregów homologicznych
W przypadku adsorpcji cząsteczek o podobnych właściwościach, ale różniących się rozmiarami (liczba merów w łańcuchu, długość cząsteczki, powierzchnia siadania) – tak jak np. związki należące do szeregów homologicznych – energia adsorpcji rośnie liniowo wraz z wielkością cząsteczki niezależnie od rodzaju topografii. Podobnie jest dla minimalnej i maksymalnej energii adsorpcji. Rodzaj topografii silnie wpływa za to na obserwowaną dyspersję energii adsorpcji (czyli w przybliżeniu wielkość rozrzutu energii adsorpcji z uwzględnieniem prawdopodobieństwa wystąpienia). W przypadku topografii płatowej dyspersja energii rośnie liniowo z rozmiarem (powierzchnią siadania) cząsteczki, a w przypadku topografii przypadkowej rośnie słabiej, bo proporcjonalnie do pierwiastka kwadratowego z rozmiaru (długości lub powierzchni siadania) cząsteczki adsorbatu.